# Music (Playboi Carti)
| Recensione     | Giudizio |
| -------------- | -------- |
| Metacritic     | 77/100   |
| The Guardian   |          |
| MusicOMH       |          |
| NME            |          |
| Pitchfork      | 7.7/10   |
| Rolling Stone  |          |
| Slant Magazine |          |
| Sputnikmusic   | 2.3/5    |

Music (alternativamente promosso come I Am Music) è il terzo album in studio del rapper statunitense Playboi Carti, pubblicato il 14 marzo 2025 dalla AWGE e Interscope. L'album, composto da un totale di 30 tracce, vanta le collaborazioni di The Weeknd, Travis Scott, Kendrick Lamar, Lil Uzi Vert, Young Thug, Future, Skepta e Ty Dolla Sign.
Il progetto segue il successo del suo precedente lavoro, Whole Lotta Red.
Durante la sua esibizione da headliner al Rolling Loud Festival, tenutosi il 15 dicembre 2024 presso l’Hard Rock Stadium di Miami Gardens, Florida, Playboi Carti ha presentato in anteprima cinque brani tratti dall’album.
Il 12 marzo 2025 Spotify ha rilasciato un teaser sui suoi canali social media in cui veniva mostrato un video con la didascalia "HAVE FAITH".
Il 9 marzo 2025 il rapper ha confermato di aver completato la creazione dell'album.
Il 25 marzo, Carti pubblica la versione deluxe dell’album, chiamata “MUSIC - SORRY 4 DA WAIT”.

## Produzione
Dopo il successo del suo secondo album in studio, Whole Lotta Red (2020), Playboi Carti ha rapidamente iniziato a suggerire l'arrivo di nuova musica. Il 10 marzo 2021, appena tre mesi dopo l'uscita di Whole Lotta Red, Carti ha accennato a un nuovo progetto su Instagram, scrivendo:
LeTs dr0p thiS new Album . w3 noT done. (Facciamo uscire questo nuovo album. Non abbiamo finito.)
Entro il 23 agosto 2021, Carti aveva rivelato il titolo iniziale dell’album, Narcissist, fissando come data di uscita il 13 settembre. Tuttavia, la data è passata senza che l'album fosse pubblicato.  Con il passare dell'anno, i piani per il progetto si sono evoluti.
In un’intervista ad XXL nell'aprile 2022, Carti ha dichiarato che il titolo dell’album era stato cambiato in Music. Durante questo periodo, l'artista era attivamente impegnato nella registrazione e sperimentazione di nuovi suoni, cercando di costruire sul successo delle sue opere precedenti. Il suo processo creativo ha coinvolto vari collaboratori, inclusi produttori della sua etichetta Opium, come F1lthy e il collettivo Working on Dying. Carti è stato influenzato da diversi generi musicali, fondendo elementi di punk, rap e musica sperimentale.
Tra il 2022 e il 2023, Carti è rimasto attivo con esibizioni dal vivo, presentando brani inediti e alimentando le aspettative dei fan. Il 25 dicembre 2022, nel secondo anniversario di Whole Lotta Red, Carti ha riacceso le speculazioni pubblicando su Instagram quella che sembrava essere una nuova copertina e twittando:  
love all my supporters it's time (amo tutti i miei fan, è il momento).
Nel 2023, Carti ha solidificato la sua visione per l’album, intensificando il processo creativo e perfezionando il progetto. Nel luglio 2023, è apparso in Utopia di Travis Scott nel brano Fe!n, che ha raggiunto la quinta posizione della Billboard Hot 100. Nel brano, Carti ha iniziato a usare uno stile vocale con un timbro più profondo, la cosiddetta "deep voice". Con questo brano, Carti quindi annuncia un'evoluzione vocale che segna una svolta nel suo percorso artistico. In un'intervista a Numéro Berlin nel novembre 2023, ha sottolineato l'importanza personale dell'album, descrivendolo come la sua opera più significativa fino ad oggi. Ha rivelato che gran parte dell’album è stato registrato in uno studio simile a una caverna a Parigi, dove ha trascorso tre mesi immerso nel processo creativo. Il 17 novembre 2024, Carti ha rivelato che Ye aveva partecipato alla produzione dell'album. Il giorno successivo, dopo essere stato il protagonista del Camp Flog Gnaw Carnival il 18 novembre, Carti ha annunciato che l’album non avrebbe incluso collaborazioni con altri artisti, dichiarando:  
"I'm tryna do this by myself. (Sto cercando di farlo da solo)"
 Tale affermazione fu tuttavia smentita nei giorni immediatamente precedenti al rilascio dell’album, quando DJ Akademiks, un noto commentatore musicale vicino a diversi rapper, tra cui lo stesso Playboi Carti, rivelò su Twitter alcuni dei collaboratori effettivamente coinvolti nel progetto.  Ulteriori partecipazioni furono annunciate dallo stesso artista poche ore prima della pubblicazione dell’album, insieme alla tracklist ufficiale.

## Promozione
La campagna promozionale per l'album di Playboi Carti è iniziata in modo sottile il 7 dicembre 2023, quando Carti ha pubblicato una storia enigmatica su Instagram con la scritta "I am music" (Io sono musica), seguita da un’altra storia che mostrava la risposta di Pharrell Williams con la parola "Prepare" (Preparatevi). "  Questo ha subito suscitato speculazioni su un imminente rilascio. Nello stesso giorno, DJ Akademiks ha annunciato che l'album di Carti sarebbe uscito a gennaio 2024, definendolo "la cosa più grande che abbiate mai sentito".
L'8 dicembre 2023, Carti ha aumentato la promozione rilasciando la canzone "Different Day" attraverso l'account Instagram di Opium, accompagnata da un video musicale completo. Tuttavia, il brano non è stato distribuito ufficialmente sulle piattaforme di streaming. Nelle settimane successive, Carti ha continuato con questo approccio non convenzionale, rilasciando una serie di singoli promozionali: "2024" il 14 dicembre, "H00dByAir" (successivamente rinominato "HBA" nella lista delle tracce dell'album) il 19 dicembre, "Backr00ms" in collaborazione con Travis Scott il 1° gennaio 2024, "Evil Jordan" il 15 gennaio e "Ketamine" il 12 marzo. Ogni singolo è stato accompagnato da un video musicale, per lo più esclusivo su Instagram o YouTube, aumentando ulteriormente l'attesa per l'album.
Nel 2024, Carti ha continuato a stuzzicare i fan con frammenti di nuovo materiale durante le sue esibizioni dal vivo, inclusi dei snippet dei brani "All Red" e "Fuck on My DJ" al festival Lyrical Lemonade Summer Smash di giugno. Il 17 giugno, Carti ha utilizzato nuovamente Instagram per anticipare un altro brano inedito, mantenendo viva l'attesa. Molti fan hanno ipotizzato che Carti stesse deliberatamente non rilasciando l'album nelle date previste per alimentare il suo ego e la sua personalità. Sui social media, i fan hanno speculato in modo scherzoso dicendo che l’album non sarebbe mai uscito, o che sarebbe stato rilasciato tra decenni.
Il 12 settembre 2024, il giorno prima del suo compleanno, Carti ha annunciato su Instagram, con i relativi account Opium che hanno ripubblicato il post, che l'album aveva un titolo e che ci sarebbero stati indizi su una possibile data di uscita. Circa un’ora dopo, Carti ha pubblicato un altro aggiornamento su Instagram, un teaser per il singolo "All Red", con la didascalia: "Tonight? All Red??" (Stasera? All Red??). Il singolo è stato successivamente rilasciato a mezzanotte sulle piattaforme di streaming.
Il 22 novembre 2024, Carti ha pubblicato una nuova canzone tramite l'account Instagram di Opium, intitolata "Play This". Cinque giorni dopo, il 27 novembre 2024, Carti ha annunciato che avrebbe eseguito I Am Music al Rolling Loud Miami il 15 dicembre 2024. Il 15 dicembre 2024, durante la sua performance da headliner, Carti ha eseguito cinque nuovi brani inediti.
Nel febbraio e marzo 2025, una serie di cartelloni pubblicitari in collaborazione con Spotify, utilizzando il carattere distintivo dell'album, sono apparsi in diverse città come Downtown Los Angeles, Times Square e Bayfront Park a Miami. I messaggi sui cartelloni si sono susseguiti in questo ordine: "MUSIC IS COMING" il 17 febbraio, "I AM MUSIC MF" il 18 febbraio, "TRIM" il 19 febbraio, "IMSOYVL" il 20 febbraio, "SORRY 4 DA WAIT" il 21 febbraio, "BABYBOI" il 22 febbraio, "OVERLY TRIM" il 25 febbraio e infine "STREETS READY" e "I AM MUSIC" il 12 marzo.
Spotify ha anche condiviso un video teaser dell'album sui propri social, con il messaggio: "HAVE FAITH". Poco dopo, Carti ha cancellato tutti i post dal suo profilo Instagram principale, per poi pubblicare sulla pagina Instagram della sua etichetta Opium una foto di un cartellone a Times Square con la scritta: "PUT AH NIGGA ON FOX RIP R5 LLS WE ALREADY 1 @spotify TRIM LLKEED".
Successivamente, ha condiviso un’altra immagine su Instagram con la didascalia: "IMA DOG N YAL KNO DAT #IAMMUSIC" e ha risposto a due commenti fissati in alto, uno di Spotify con "NORTHFACE SKI MASK ROLL HIM" e uno di Kai Cenat (noto streamer statunitense) con "GO RARRI TRUCK IN THE ROOM 2 OF EM".
Il 12 marzo, Carti ha iniziato a spedire il merchandise "PBC" e, qualche ora dopo, ha pubblicato su Twitter la parola "FRIDAY", segnando il suo primo tweet dal 2022 e confermando ulteriormente l’uscita dell’album per il 14 marzo. Infine, ha condiviso un video su Instagram con Blackhaine che annunciava con energia l’arrivo imminente del progetto.
Il 25 marzo, Carti pubblica a sorpresa la versione deluxe dell’album, chiamata “MUSIC - SORRY 4 DA WAIT”, che aggiunge 4 tracce di cui tre già pubblicate tra YouTube e Instagram nel 2024, ovvero “DIFFERENT DAY”, “2024” e “BACKR00MS”(con featuring di Travis Scott). La sola traccia inedita è “FOMDJ”.

## Tracce
1. Pop Out – 2:41
2. Crush (con Travis Scott) – 2:53
3. K Pop – 1:52
4. Evil J0rdan – 3:03
5. Mojo Jojo – 2:36
6. Philly (con Travis Scott) – 3:05
7. Radar – 1:47
8. Rather Lie (con The Weeknd) – 3:29
9. Fine Shit – 1:46
10. Backd00r (feat. Kendrick Lamar e Jhené Aiko) – 3:10
11. Toxic (con Skepta) – 2:15
12. Munyun – 2:34
13. Crank – 2:27
14. Charge Dem Hoes a Fee (con Future e Travis Scott) – 3:45
15. Good Credit (con Kendrick Lamar) – 3:10
16. I Seeeeee You Baby Boi – 2:38
17. Wake Up F1lthy (con Travis Scott) – 2:49
18. Jumpin (con Lil Uzi Vert) – 1:32
19. Trim (con Future) – 3:13
20. Cocaine Nose – 2:31
21. We Need All da Vibes (con Ty Dolla Sign e Young Thug) – 3:01
22. Olympian – 2:55
23. Opm Babi – 2:53
24. Twin Trim (con Lil Uzi Vert) – 1:34
25. Like Weezy – 1:55
26. Dis 1 Got It – 2:03
27. Walk – 1:34
28. HBA – 3:32
29. Overly – 1:45
30. South Atlanta Baby – 2:13

Tracce bonus nell'edizione deluxe 'Music - Sorry 4 Da Wait'
1. Different Day – 2:46
2. 2024 – 3:29
3. Backr00ms (con Travis Scott) – 2:40
4. FOMDJ – 3:20

## Successo commerciale
Music ha generato oltre 139 milioni di riproduzioni in streaming su Spotify nel giorno della sua pubblicazione, segnando il miglior debutto per un LP uscito nel corso dell'anno e il settimo più alto di sempre sulla piattaforma.
Ha fatto l'ingresso direttamente al vertice della Billboard 200, accumulando nel corso della settimana 298 000 unità equivalenti; di esse, 283 000 sono derivanti dallo streaming (pari a 384 milioni) e 14 500 sono le copie digitali. Si tratta del miglior debutto di un disco hip hop dell'anno negli Stati Uniti d'America, nonché del secondo in generale. È inoltre l'LP ad aver registrato il maggior numero di ascolti in sette giorni da The Tortured Poets Department di Taylor Swift (2024; 428,54 milioni). Tutte le trenta tracce sono inoltre apparse all'interno della Billboard Hot 100, di cui due tra i primi quattro posti; Playboi Carti è così diventato il primo rapper nella storia a riuscire nell'impresa, e il terzo artista in assoluto dopo la stessa Swift (31) e Morgan Wallen (36). La settimana seguente ha mantenuto il controllo della graduatoria statunitense grazie all'uscita della deluxe, aggiungendo al suo totale ulteriori 131 000 unità. Dopo essere sceso alla 2ª posizione la settimana dopo, l'LP è ritornato alla vetta della classifica con 64 000 unità.

## Classifiche
| Classifica (2025) | Posizione massima |
| ----------------- | ----------------- |
| Australia         | 1                 |
| Austria           | 1                 |
| Belgio (Fiandre)  | 3                 |
| Belgio (Vallonia) | 5                 |
| Canada            | 1                 |
| Danimarca         | 1                 |
| Finlandia         | 5                 |
| Francia           | 4                 |
| Germania          | 3                 |
| Giappone          | 37                |
| Irlanda           | 2                 |
| Islanda           | 1                 |
| Italia            | 3                 |
| Lituania          | 1                 |
| Norvegia          | 1                 |
| Nuova Zelanda     | 1                 |
| Polonia           | 2                 |
| Portogallo        | 1                 |
| Repubblica Ceca   | 1                 |
| Paesi Bassi       | 2                 |
| Regno Unito       | 1                 |
| Slovacchia        | 1                 |
| Spagna            | 5                 |
| Stati Uniti       | 1                 |
| Svezia            | 2                 |
| Svizzera          | 1                 |
| Ungheria          | 1                 |